# Berberys ottawski
Berberys ottawski (Berberis ×ottawensis Schneid.) – gatunek rośliny z rodziny berberysowatych. Mieszaniec berberysu Thunberga i berberysu pospolitego. Uprawiany m.in. w Polsce.

## Morfologia
PokrójWysoki, osiągający 4 m wysokości i szerokości, ciernisty krzew z wyprostowanymi pędami.
LiścieSezonowe, efektowne zabarwione – ciemnoczerwone z niebieskawym połyskiem.
KwiatyŻółte, na długich szypułkach. Rozwijają się w maju.
OwoceDojrzewają we wrześniu; jasnoczerwone owoce pozostają zimą na krzewie.

## Zastosowanie i uprawa
Uprawiany jako roślina ozdobna w parkach i ogrodach przydomowych, zalecana do żywopłotów.
Wymaga stanowiska słonecznego lub lekko cienistego. Nie ma specjalnych wymagań glebowych, rośnie na glebie przeciętnej. Podłoże może być suche, o pH lekko kwaśnym. Roślina odporna na zanieczyszczenia.